# Alexander Bain (inventore)
Alexander Bain (Watten, 12 ottobre 1810 – Broomhill, 2 gennaio 1877) è stato un inventore e ingegnere scozzese.
Fu il primo ad inventare e brevettare l'orologio elettrico nel 1840. Inventò, inoltre, il fax nel 1843 ed un telegrafo elettro-chimico nel 1846.